# 治世
| ウィキペディアには「治世」という見出しの百科事典記事はありません（タイトルに「治世」を含むページの一覧/「治世」で始まるページの一覧）。 代わりにウィクショナリーのページ「治世」が役に立つかもしれません。 |